# Leon Konitz

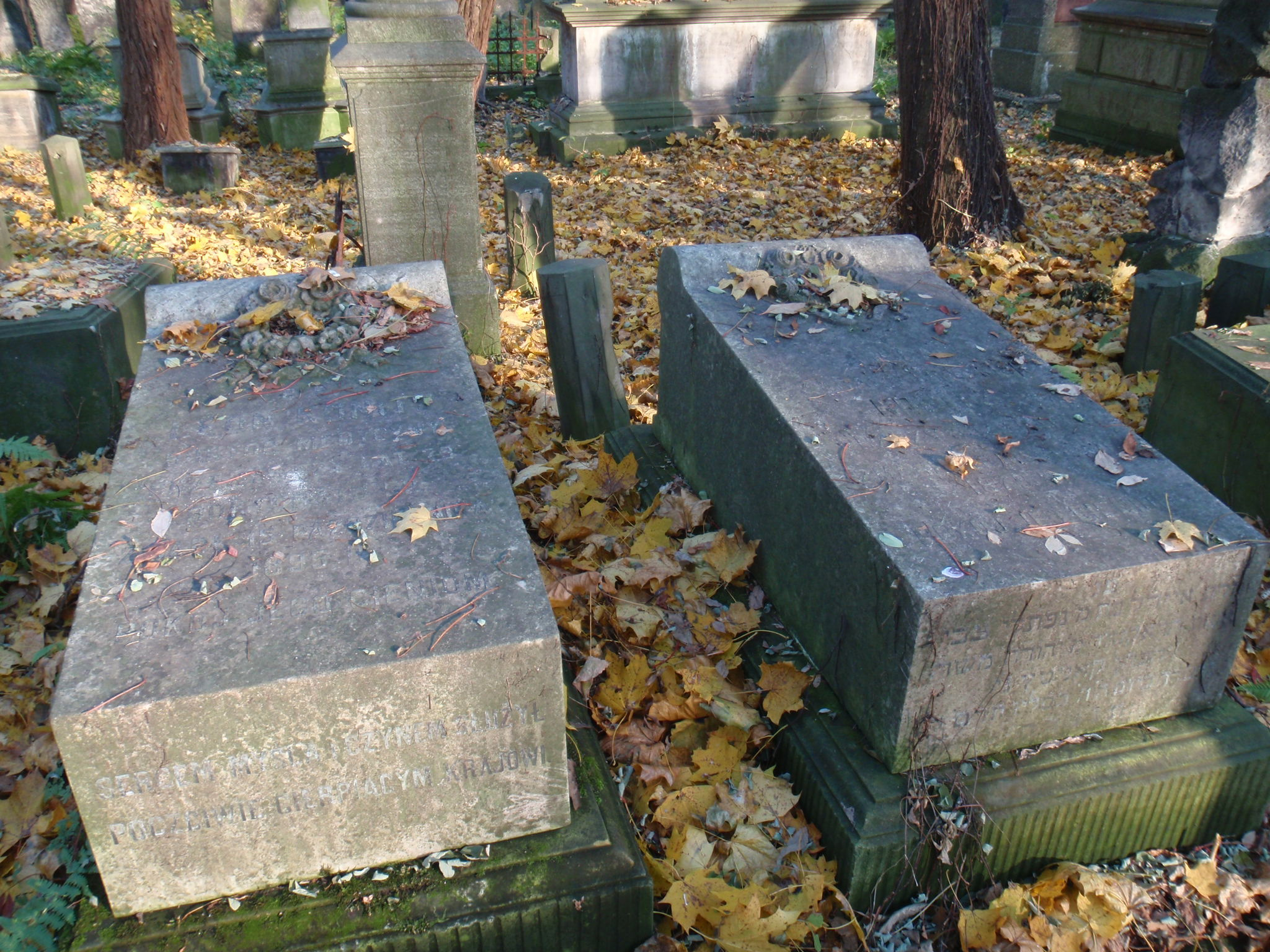
Grób Leona Konitza na cmentarzu żydowskim w Warszawie (po lewej)

Leon Konitz (ur. 15 stycznia 1823, zm. 15 października 1895 w Warszawie) – polski ginekolog i chirurg żydowskiego pochodzenia.
Syn Józefa Konitza (bankiera, kupca i maklera, 1789-1853) i Pauliny Perelman (1793-1827).
Ukończył studia na Uniwersytecie Berlińskim. Pracował jako lekarz ginekolog i chirurg. Opublikował co najmniej 55 prac w tych dziedzinach, z czego część została napisana po polsku, a część po niemiecku. Był członkiem zarządu Domu Schronienia Ubogich i Sierot Starozakonnych w Warszawie. 
Jego żoną była Adela Krasnopolska (1830-1879), z którą miał pięcioro dzieci: Mariannę Filipinę (ur. 1847), Dorotę (1856-1911), Józefę (1856-1896), Józefa (kupca, radnego Łodzi, 1859-1928) i Marię (1866-1910).
Jest pochowany na cmentarzu żydowskim przy ulicy Okopowej w Warszawie (kwatera 20).